# Gemeinde (Wuppertal)
Gemeinde ist eine Ortslage im Norden der bergischen Großstadt Wuppertal.

## Lage und Beschreibung
Die Ortslage liegt im Osten des Wohnquartiers Dönberg im Stadtbezirk Uellendahl-Katernberg auf einer Höhe von 278 m ü. NHN. Eine Stichstraße führt von der Dönberger Straße zu dem ursprünglichen Wohnplatz. Der ursprüngliche Wohnplatz ist in der Wohnbebauung des Dönberger Siedlungsbereichs aufgegangen.
Benachbarte Orte sind neben Dönberg die Höfe und Ortslagen Bergmannshaus, Langenbruch, Pastorat, Wordenberg, Horather Schanze, Dickkothen, Hasenbach, Goldene Kothen und Auf’m Hagen.
In der lokalen Mundart wurde der Ort auch als Gemende bezeichnet.

## Geschichte
Im 19. Jahrhundert gehörte Gemeinde zu den Außenortschaften der Bauerschaft und der Kirchengemeinde Dönberg in der Bürgermeisterei Hardenberg, die 1935 in Neviges umbenannt wurde. Damit gehörte es von 1816 bis 1861 zum Kreis Elberfeld und ab 1861 zum alten Kreis Mettmann. 
Der Ort ist auf der Gemeinde Charte des Parzellar Katasters der Bürgermeisterei Hardenberg von 1815/16 als auf der Gemeinde eingezeichnet. Der Ort ist auf der Topographischen Aufnahme der Rheinlande von 1824 und auf der Preußischen Uraufnahme von 1843 unbeschriftet eingezeichnet.
Im Gemeindelexikon für die Provinz Rheinland von 1888 werden zwei Wohnhäuser mit 23 Einwohnern angegeben.
Mit der Kommunalreform von 1929 wurde der südliche Teil Dönbergs von Neviges abgespalten und mit weiteren, außerhalb von Dönberg liegenden Nevigeser Ortschaften in die neu gegründete Stadt Wuppertal eingemeindet, so auch Gemeinde. Nördlich von Gemeinde verlief bis 1975 die Stadtgrenze zwischen Wuppertal und Neviges, südlich davon bis 1929 die von Neviges zu Elberfeld. Durch die nordrhein-westfälische Gebietsreform kam Neviges mit Beginn des Jahres 1975 zur Stadt Velbert und das restliche Dönberg wurde ebenfalls in Wuppertal eingemeindet. Dadurch verlor Gemeinde seine Grenzlage.